# Euceros arcuatus
Euceros arcuatus är en stekelart som beskrevs av Barron 1976. Euceros arcuatus ingår i släktet Euceros och familjen brokparasitsteklar. Inga underarter finns listade i Catalogue of Life.